# 인공 수분

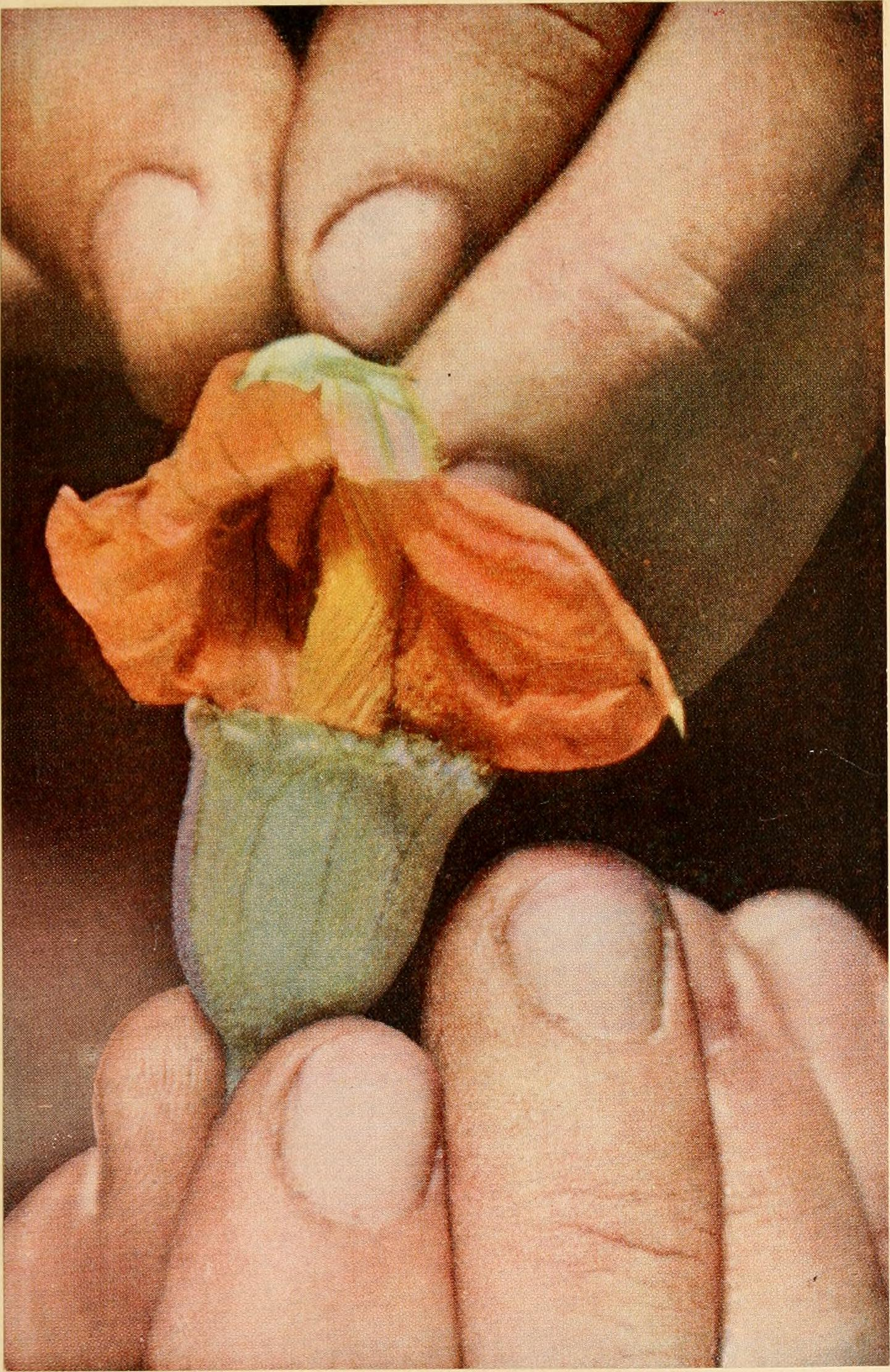
호박꽃 수동 수분

인공 수분(人工受粉, artificial pollination)은 사람에 의해 이루어지는 수분이다. 수동 수분(手動受粉, hand pollination)으로도 부르며, 방임 수분과 반대되는 개념으로 관리 수분(管理受粉, controlled pollination)으로도 부른다. 자연 수분이 불가능(불충분)하거나 부적절한 경우에 인공 수분이 이루어지는데, 사람이 꽃가루를 수술에서 암술로 직접 옮긴다. 벌과 같은 꽃가루 매개자가 접근하기 어려운 온실이나 비닐하우스 안에서 농작물을 재배할 때는 인공 수분이 이루어지는 경우가 많다. 이때 온실이나 비닐하우스 내에 꽃가루 매개자를 들여 수분시키는 것도 광의의 인공 수분으로 볼 수 있다.
인공적 관리 수분을 통해 모계와 부계 조상을 모두 통제할 수 있기 때문에, 인공 교잡을 통한 품종 개량이 이루어지기도 하며, 또한 같은 원리로 방임 수분 시 이루어질지도 모르는 자연 교잡을 방지할 수도 있다. 반복적인 인공 자가 수분을 통해 순종을 얻기도 한다.